# Papilio zalmoxis
Papilio zalmoxis är en fjärilsart som beskrevs av William Chapman Hewitson 1864. Papilio zalmoxis ingår i släktet Papilio och familjen riddarfjärilar. Inga underarter finns listade i Catalogue of Life.

## Bildgalleri

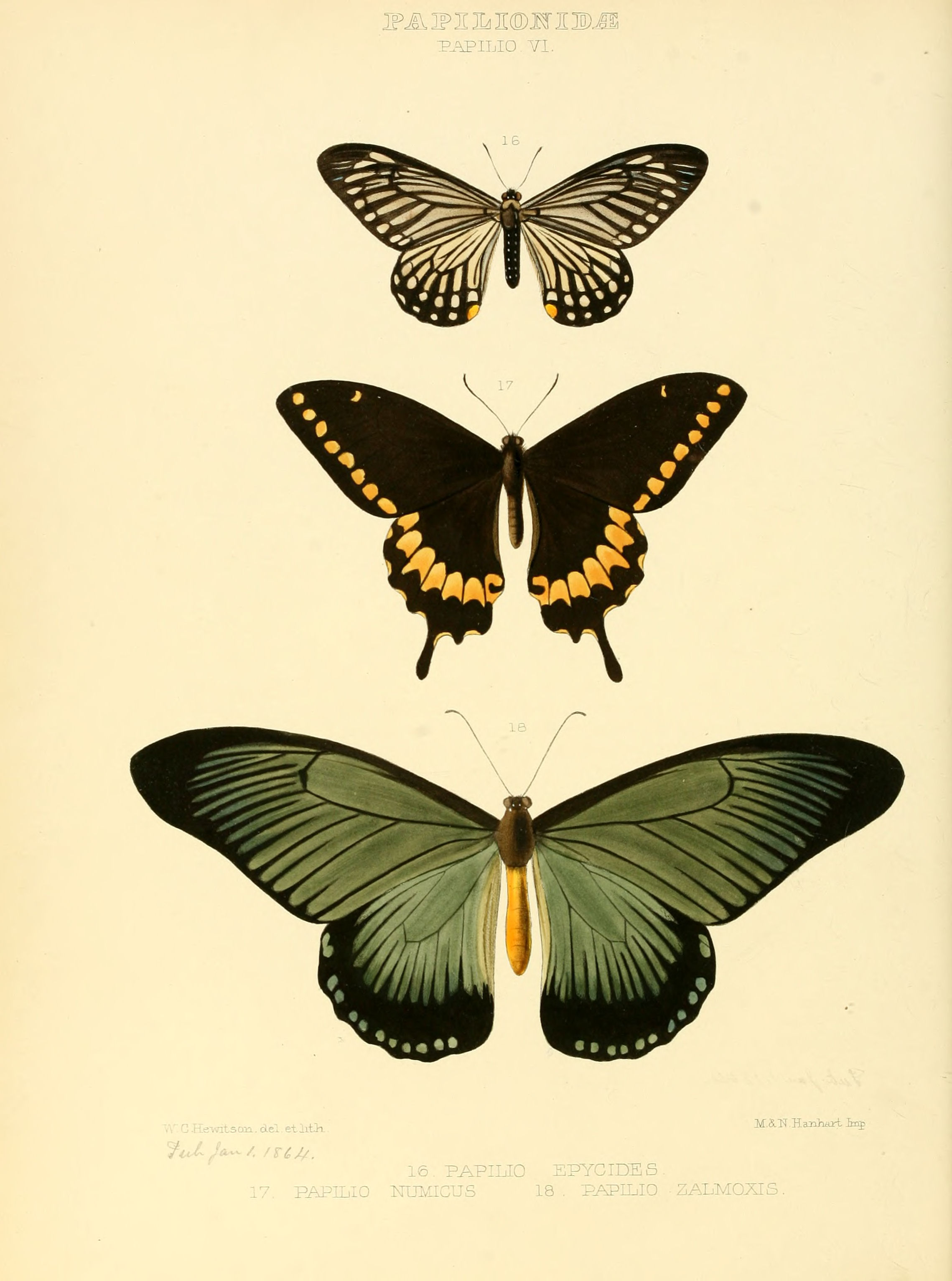
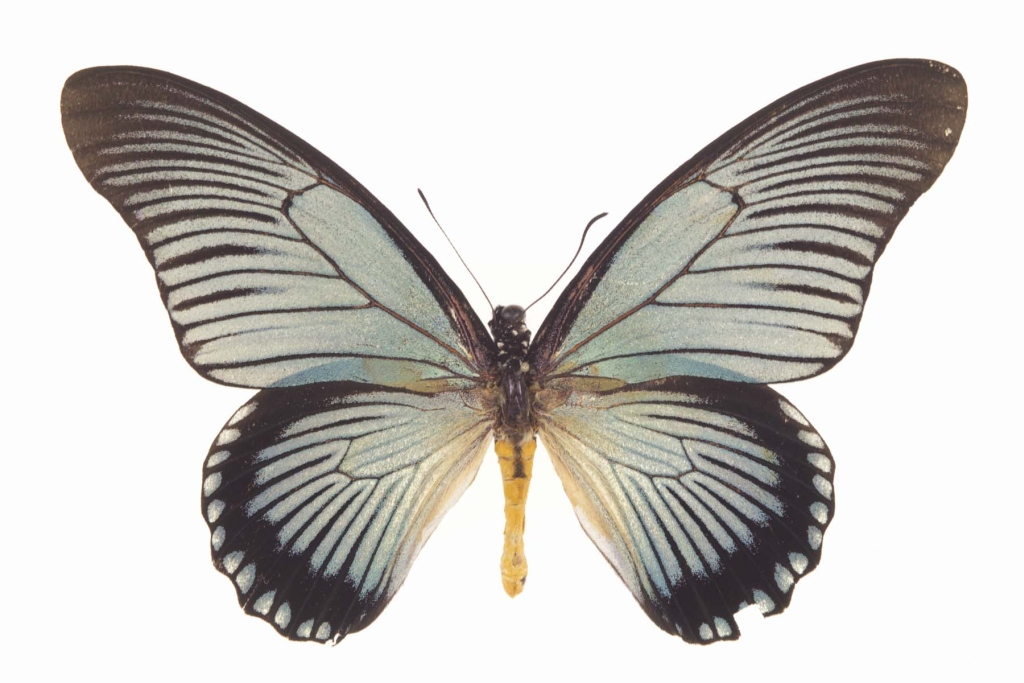
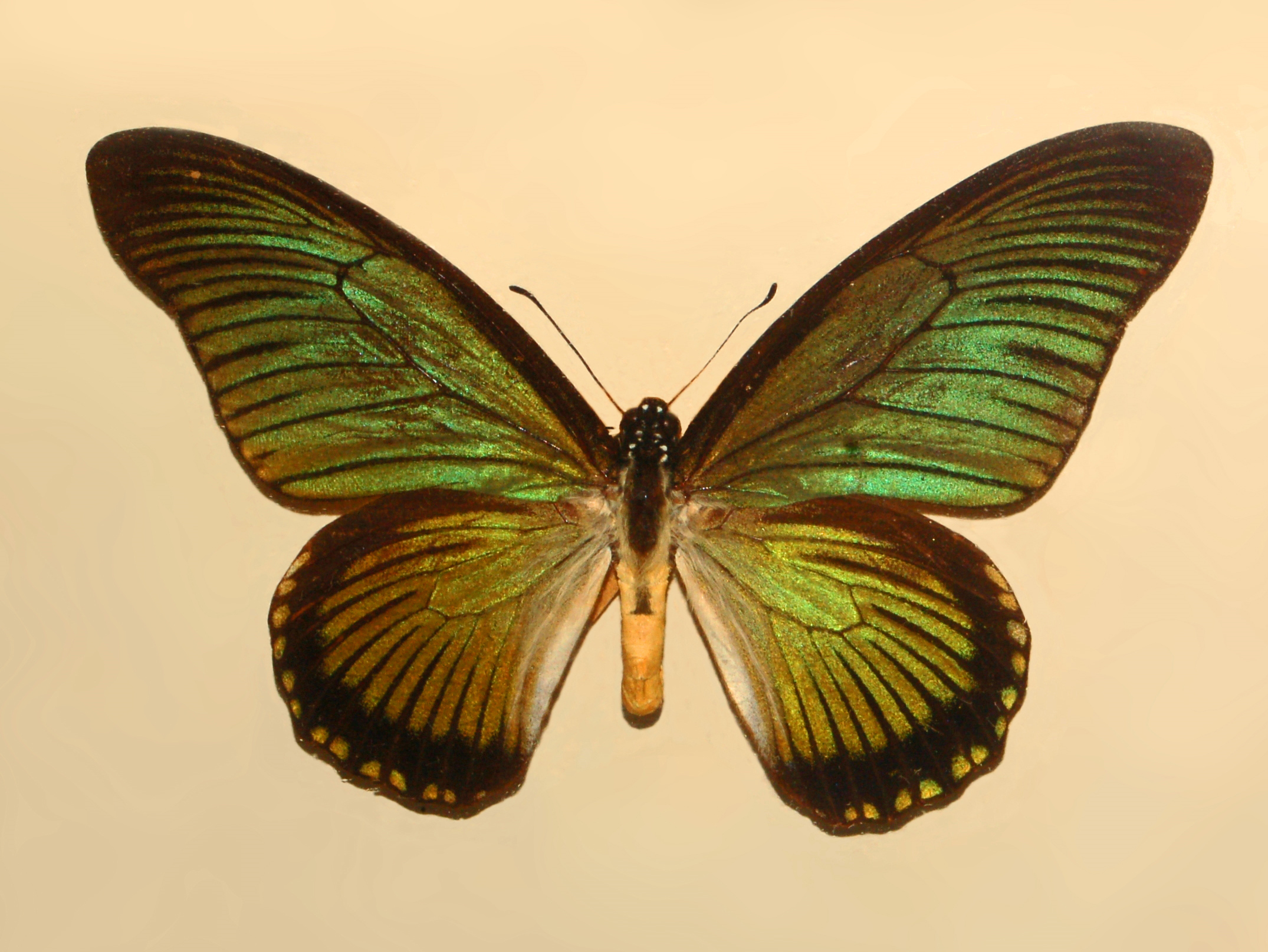
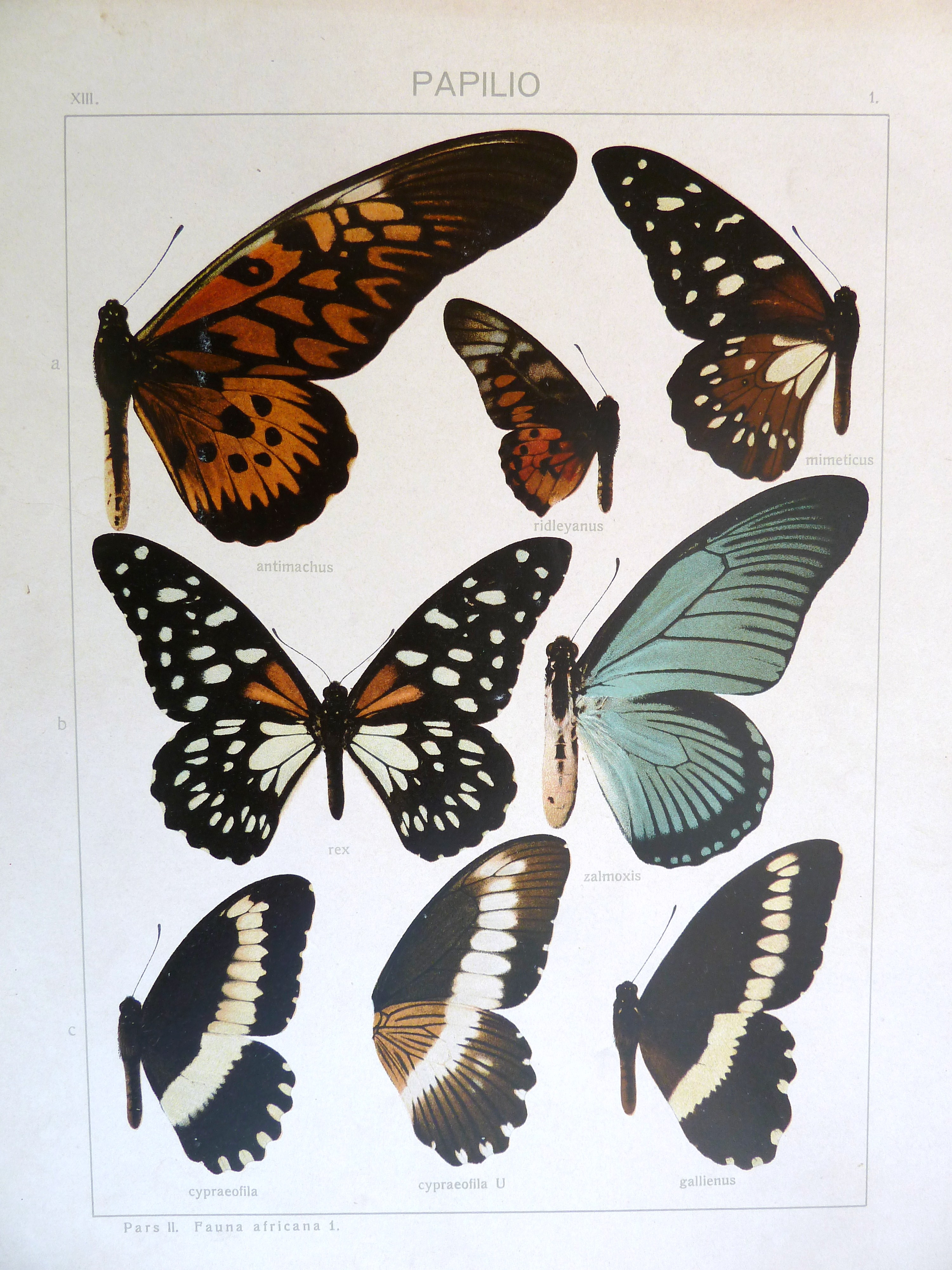
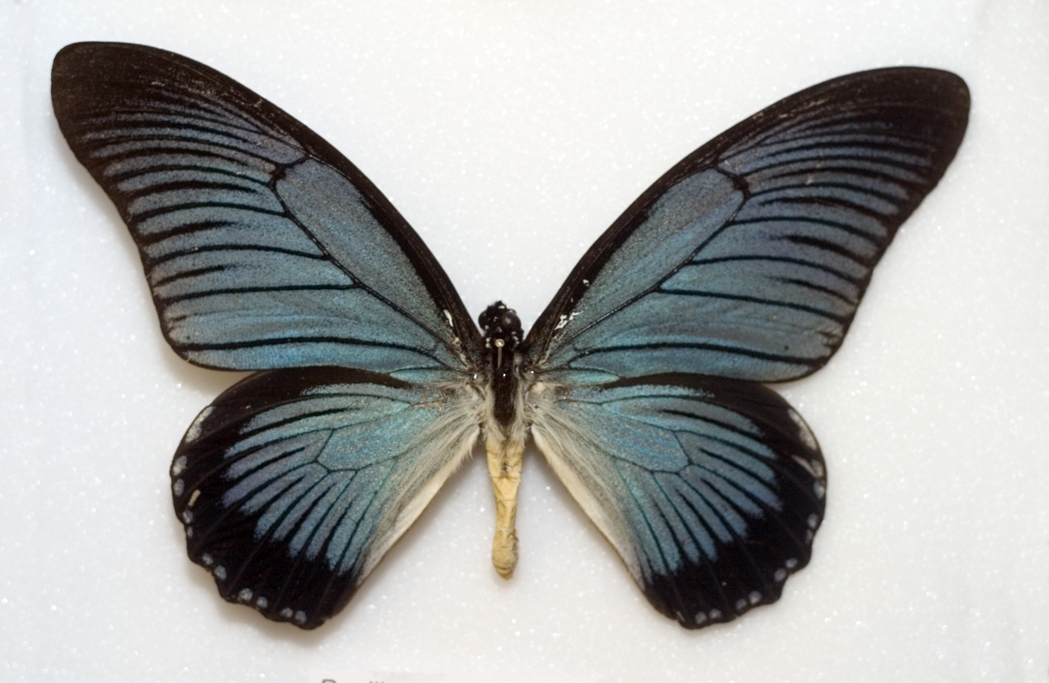
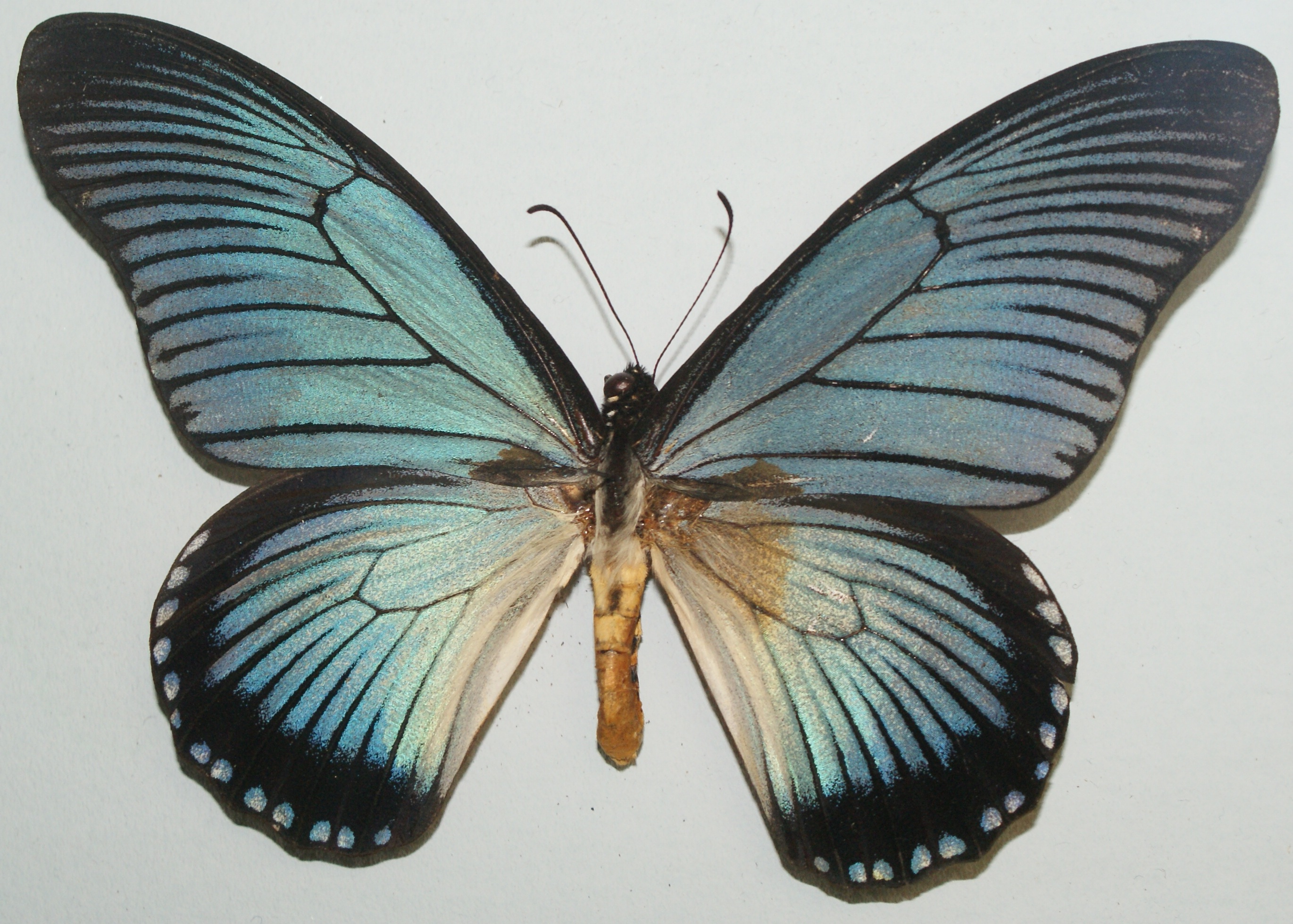